# بوقاعة
بوڤاعة (بالإنجليزية: Bougaa)‏ هي مدينة وبلدية الجزائرية تابعة إداريا وإقليميا إلى دائرة بوقاعة الكائنة في ولاية سطيف، تقع شمال غرب ولاية سطيف، وتبعد عن مدينة سطيف 42 كلم، يمارس سكانها الزراعة وتربية الماشية، وتشتهر بتربية الدواجن بجميع أنواعها، كما تعرف بتسمين العجول، وتربية أبقار الحليب، كما يمارسون التجارة، والصناعة والحرف، ومن أهم مواردها الاقتصادية السياحة، فهي تضم أماكن طبيعية خلابة، كما تضم منابع للمياه العذبة....

## حقائق سريعة
- بوڤاعة إحدى بلديات ولاية سطيف الجزائرية.
- بوڤاعة بلدية ومدينة جزائرية تابعة إقليمياً وإدارياً إلى دائرة بوقاعة التابعة إلى ولاية سطيف الجزائرية.
- تقع البلدية شمال شرق الجزائر، وفي شمال الغربي لـولاية سطيف عاصمة الهضاب العليا، شمال غرب مركز الولاية مدينة سطيف الجزائرية في الجهة الشرقية من إقليم الهضاب العليا، وفي الإقليم الشمال الشرقي الجزائري.
- تقع البلدية على دائرة عرض : 36.3394384 وخط طول : 5.0449324، وعلى ارتفاع 800 متر فوق سطح البحر، في الموقع الفلكي 36° 19′ 57″ شمالاً, 4° 05′ 19″ شرقاً.
- يمر بالبلدية الطريق الوطني رقم 74، والطريق الوطني رقم 103.
- يوجد بالبلدية شبكة من الطرق البلدية والتي تربط جميع الأماكن الحضرية، والتجمعات السكانية بـ البلدية ببعضها

البعض.

## لمحة عن المنطقة
تقع بوڤاعة في الهضاب العليا لشمال البلاد على ارتفاع 900 و1200 متر على سطح البحر، تبعد عن مدينة الجزائر العاصمة بـ 300 كلم، كما تتواجد بشمال مدينة سطيف وتبعد عنها بمسافة 45 كلم وتتوسط البلديات 17 التي كانت تابعة لها، وتقع على محور الطريق الوطني رقم 74 الرابط بين ولاية سطيف والجزائر العاصمة الذي ينتظر ازدياد حركية نشاطه بعد أشغال إصلاحه وتمديده إلى الجزائر العاصمة مرورا ببني ورتيلان قصد ربط كافة المناطق الجبلية الشمالية اقتصاديا، كما تتربع البلدية الأم على مساحة إجمالية تقدر بـ 70 كلم مربع بعدد سكان يبلغ 36.000 نسمة وبكثافة سكانية تقدر بـ 428 نسمة في الكلم المربع الواحد ويمتاز الموقع الجغرافي لبوقاعة بقربة من المنشآت الكبرى كالمطار الدولي عين أرنات وميناء ومطار بجاية والمركب المعدني حمام قرقور الذي يعتبر قطب سياحي واستشفائي هام.

## التاريخ
نبذة تاريخية كانت تسمى قبل الاستعمار الفرنسي بدوار القرقور وهي تسمية أمازيغية وينتمي سكان المنطقة لأمازيغ القبايل رغم ان الكثير منهم تعربوا وبسبب عدم تديون تاريخ الجزائر الصحيح وعدم المحافظة على اللغة الام ومشاريع القومية العربية لنسب الشعب لخليج صحراء الربع الخالي باسم الدين وباسم الانتماء للأشراف أصبح الكثير من سكان المنطقة وبابها اليوم يجهل أصوله ولا يعرف انتماءه الأمازيغي الأصيل، صنفت بلدية بتاريخ :01 جانفي 1881 بموجب القرار رقم : 433 المؤرخ في :01 ديسمبر 1880 الصادر عن الحاكم الفرنسي بالجزائر آنذاك السيد: Albert Grevy المتضمن إنشاء البلديات المختلطة وتم تسميتها الأولى بلدية القرقور المختلطة والتي تم اختيار " Caravansérail " خان القوافل عين النساء مقر للبلدية والتي نظم سبع مقاطعات بأربعة عشر دوار ومركز للمعمرين وهي : عين الترك، القرقور، الساحل القبلي، بني يعلى، بني ورتيلان، بني شبانة والحراش بمساحة إجمالية : 1051.92 كلم2 وتعداد سكاني 34078 نسمة بها 25 قسم دراسي ومحكمة. وفي عام 1957 انشات بلدية بوقاعة (Lafayette) مقسمة إلى قسمين : 1 مركز، 2 (Lafayette) دوار بوقاعة بمساحة إجمالية تقدر ب : 144.14 كلم2 وبعد الاستقلال سميت بوقاعة بدلا من (Lafayette)، تصل حاليا إلى 06 دوائر تشرف على 17 بلدية وهي : بوقاعة، بوعنداس، أيت نوال مزادة، أيت تيزي، بوسلام، بني ورتيلان، بني شبانة، بني موحلي، عين لقراج، ماوكلان، تالة افاسن، قنزات، حربيل، حمام قرقور، ذراع قبيلة، بني وسين، عين الروى، إلى غاية التقسيم الإداري الأخيرحيث كانت بلدية بوقاعة (مقر الدائرة) تشكل البلدية الأم للبلديات المذكورة

## البنية التحتية
قطاع التربية والتعليم تتوفر بلدية بوقاعة على منشآت تربوية وتكوينية هامة مفصلة كالأتي:
- الطورالابتدائي : 16 مدرسة ابتدائية بسعة 3480 متمدرس
- الطور المتوسط : 05 اكماليات بسعة 3142 متمدرس
- الطور الثانوي : 03 ثانويات و01 متقن بسعة 2288 متمدرس
- الطور المهني : 01 مركز تكوين مهني بسعة 434 متكون السياحة

## التجمعات السكانية في البلدية
أثناء التقسيم الإداري 1984, كانت بلدية بوقاعة تتكون من التجمعات السكانية التالية:
- بوقاعة
- ترونات
- الشعبة
- بخبخ
- بوعيساوي
- غنيات
- تباخة
- ولاد سي أحمد
- القطار
- ولاد بوقاعة
- سيدي علي
- كوادي
- قساسمة
- خنوسة
- تافرانت
- حمامشة
- أم لعلو
- أولاد خباب
- تالا تروميت
- كف نصير

## الاقتصاد

### الفلاحة
وتضم بلدية بوقاعة أراضي ذات طابع فلاحي بمساحة 3216.45 هكتار مستغلة من طرف الفلاحين تتنوع بين أراضي خواص ومستثمرات فلاحية خاصة بإنتاج الأشجار المثمرة كاللوز والتين وأخرى لإنتاج القمح وتربية المواشي التي يصل تعدادها إلى 500 رأس بقر و4200 غنم كما تحتوي على 30 مدجنة

#### أهم الأسواق
- سوق أسبوعي *الخميس للخضر والفواكه واللوازم والماشية يقصده تجار المنطقة والناحية الشمالية والأهالي.
- سوقين يوميين أحدهما مغطى
- أروقتين ومركز تجاري في طور الإنجاز بالإضافة إلى عدد هائل من المحلات التجارية.

## الرياضة
للبلدية ملعبين 02 لكرة القدم أحدهما معشوشب 04 ملاعب صغيرة كفضاءات العاب بالإضافة إلى قاعة متعددة الرياضات ومركب رياضي جواري في طور الإنجاز تستغل من طرف شباب البلدية المهيكل بعضه في 05 جمعيات رياضية و03 فرق رياضية تنشط على المستوى الجهوي.

## أعلام المدينة
رابح بلعمري: من مواليد: 11 أكتوبر 1946 م ببوقاعة (سطيف)، فقد بصره في السادسة عشرة من العمر، متحصل على شهادة جامعية في الأدب الفرنسي من جامعة الجزائر عام 1971م، توفي عام 1995م. من مؤلفاته: بذور الألم، الوردة الحمراء، درب من الحرائق، الأمثال الجزائرية، الشمس تحت الغربال.

## المناخ
- مناخ بوقاعة متوسطي (أقاليم مناخية: Csa)

* الطقس : بوقاعة Bougaa

## وصلات خارجية
- موقع ولاية سطيف
- مدونة التربية والتعليم (موقع مديرية التربية لولاية سطيف)
- مديرية التجارة لولاية سطيف
- إذاعة سطيف (البث الحي)
- الموقع الرسمي لمديرية التخطيط والتهيئة العمرانية لولاية سطيف
- La Compagnie genevoise des colonies suisses de Sétif الشركة الجنيفية للمستعمرات السويسرية
- سطيف انفو - عربي، فرنسي
- السطايفي - سطيف الجزائر - فرنسي
- سطيف نت - عربي، فرنسي، أمازيغي
- سطيف - فرنسي